# William Martínez
William Rúben Martínez Carreras (Montevideo, 13 de enero de 1928; 28 de diciembre de 1997) fue un futbolista uruguayo. Jugaba de defensa y se consagró en el Club Atlético Peñarol de Uruguay. Es el único futbolista uruguayo que se consagró campeón del mundo con su selección (1950) y con su club (1961).

## Selección nacional
Ha sido internacional con la Selección de Uruguay en 54 ocasiones marcando dos goles entre 1950 y 1965.

### Participaciones en Copas del Mundo
| Mundial              | Sede   | Resultado    | Partidos | Goles |
| -------------------- | ------ | ------------ | -------- | ----- |
| Copa Mundial de 1950 | Brasil | Campeón      | 0        | 0     |
| Copa Mundial de 1954 | Suiza  | Semifinales  | 5        | 0     |
| Copa Mundial de 1962 | Chile  | Primera fase | 0        | 0     |

### Participaciones enCopa América
| Copa América        | Sede      | Resultado | Partidos | Goles |
| ------------------- | --------- | --------- | -------- | ----- |
| Copa América 1953   | Perú      | 3° lugar  | 5        | 0     |
| Copa América 1955   | Chile     | 4° lugar  | 3        | 0     |
| Copa América 1956   | Uruguay   | Campeón   | 5        | 0     |
| Copa América 1959-I | Argentina | 6° lugar  | 6        | 0     |

## Clubes
| Club            | País     | Año       |
| --------------- | -------- | --------- |
| Nacional        | Uruguay  | 1943-1946 |
| Racing          | Uruguay  | 1947-1948 |
| Rampla Juniors  | Uruguay  | 1948-1954 |
| Peñarol         | Uruguay  | 1955-1962 |
| Rampla Juniors  | Uruguay  | 1963-1967 |
| Junior          | Colombia | 1967-1968 |
| Rampla Juniors  | Uruguay  | 1968-1969 |
| Fénix           | Uruguay  | 1969-1970 |
| Central Español | Uruguay  | 1970      |

## Palmarés

### Campeonatos nacionales
| Título              | Club    | País    | Año  |
| ------------------- | ------- | ------- | ---- |
| Campeonato Uruguayo | Peñarol | Uruguay | 1958 |
| Campeonato Uruguayo | Peñarol | Uruguay | 1959 |
| Campeonato Uruguayo | Peñarol | Uruguay | 1960 |
| Campeonato Uruguayo | Peñarol | Uruguay | 1961 |

### Torneos internacionales
| Título                | Equipo             | País       | Año  |
| --------------------- | ------------------ | ---------- | ---- |
| Copa Mundial          | Selección Uruguaya | Brasil     | 1950 |
| Copa América          | Selección Uruguaya | Uruguay    | 1956 |
| Copa Libertadores     | Peñarol            | Asunción   | 1960 |
| Copa Libertadores     | Peñarol            | São Paulo  | 1961 |
| Copa Intercontinental | Peñarol            | Montevideo | 1961 |